# Шибовска
Шибовска је насељено мјесто у општини Прњавор, Република Српска, БиХ. Према попису становништва из 1991. у насељу је живјело 252 становника. Према посљедњем Попису становништва, домаћинстава и станова из 2013. године у овом насељу живи 243 становника.

## Географија
Насеље Шибовска смјештено је у сјеверноисточном дјелу општине Прњавор. Површина насеља износи 471 хектар, односно 4,71 km2. Густина насељености износи око 51,5 становника по km2. Од општинског центра насеље је удаљено око цца 8,1 км. На сјеверу територије граничи са насељем Горњи Палачковци, на југу са Доњом Иловом и Штивором, на западу са Великом Иловом и Шерег Иловом, а на истоку са Горњим и Доњим Палачковцима.
Заједно са Доњом Иловом, Штивором, Шерег Иловом чине линеарну насеобинску струкутуру општине Прњавор, уједно овим дијелом општине пролази локални пут који повезује општину Прњавор са општином Дервента.

## Образовање
Основна школа Петар Кочић.

## Становништво
| Демографија | Демографија | Демографија |
| Година      | Становника  | Становника  |
| ----------- | ----------- | ----------- |
| 1961.       | 210         |             |
| 1971.       | 262         |             |
| 1981.       | 299         |             |
| 1991.       | 252         |             |